# Schwedter Straße
Die Schwedter Straße im nördlichen Berlin ist einer der ältesten Verkehrswege vor dem Schönhauser Tor. Sie führt über gut zwei Kilometer Länge vom Senefelderplatz über die Kastanienallee und den Mauerpark bis zur nördlichen Ringbahn. Als Feldweg seit dem 18. Jahrhundert kartiert und ab der frühen Gründerzeit bebaut, lag die Schwedter Straße 1961–1989 an der Berliner Mauer. Benannt wurde sie nach der Stadt Schwedt in der Uckermark.

## Lage und Verlauf
Gut einen Kilometer nördlich des Alexanderplatzes beginnt die Schwedter Straße an der Schönhauser Allee in Verlängerung der Metzer Straße am Senefelderplatz. Sie führt in nordwestlicher Richtung bis zur Choriner Straße, um kurz darauf in einem Knick auf Nordnordwest zu schwenken. Sie quert die Kastanienallee, durchläuft im Gleimviertel als Fuß- und Radweg den Mauerpark, passiert Falkplatz und Gleimtunnel und führt anschließend als Fahrradstraße zum Schwedter Steg, der bis an die Behmstraße reicht.
Die Straße beginnt und endet im Ortsteil Prenzlauer Berg, zwischen Choriner- und Bernauer Straße verläuft sie entlang der Grenze zum Ortsteil Mitte. Die Hausnummern verlaufen in Hufeisenform, beginnend an der Schönhauser Allee. Nicht vergeben sind die Nummern 53–75 und 91–222, dort befindet sich heute der Mauerpark.
Nördlich der Bernauer Straße verläuft die Schwedter Straße am Berliner Mauerweg. Zwischen Schönhauser Allee und Gleimstraße ist sie Teil des Radfernwegs Berlin–Usedom. Der Bezirk Mitte plant, die Schwedter Straße zwischen Oderberger und Choriner Straße bis Ende 2024 als Fahrradstraße auszubauen, neue Einbahnstraßenregelungen sollen einen Durchgangsverkehr von Kraftfahrzeugen unterbinden.

### Straßenbild

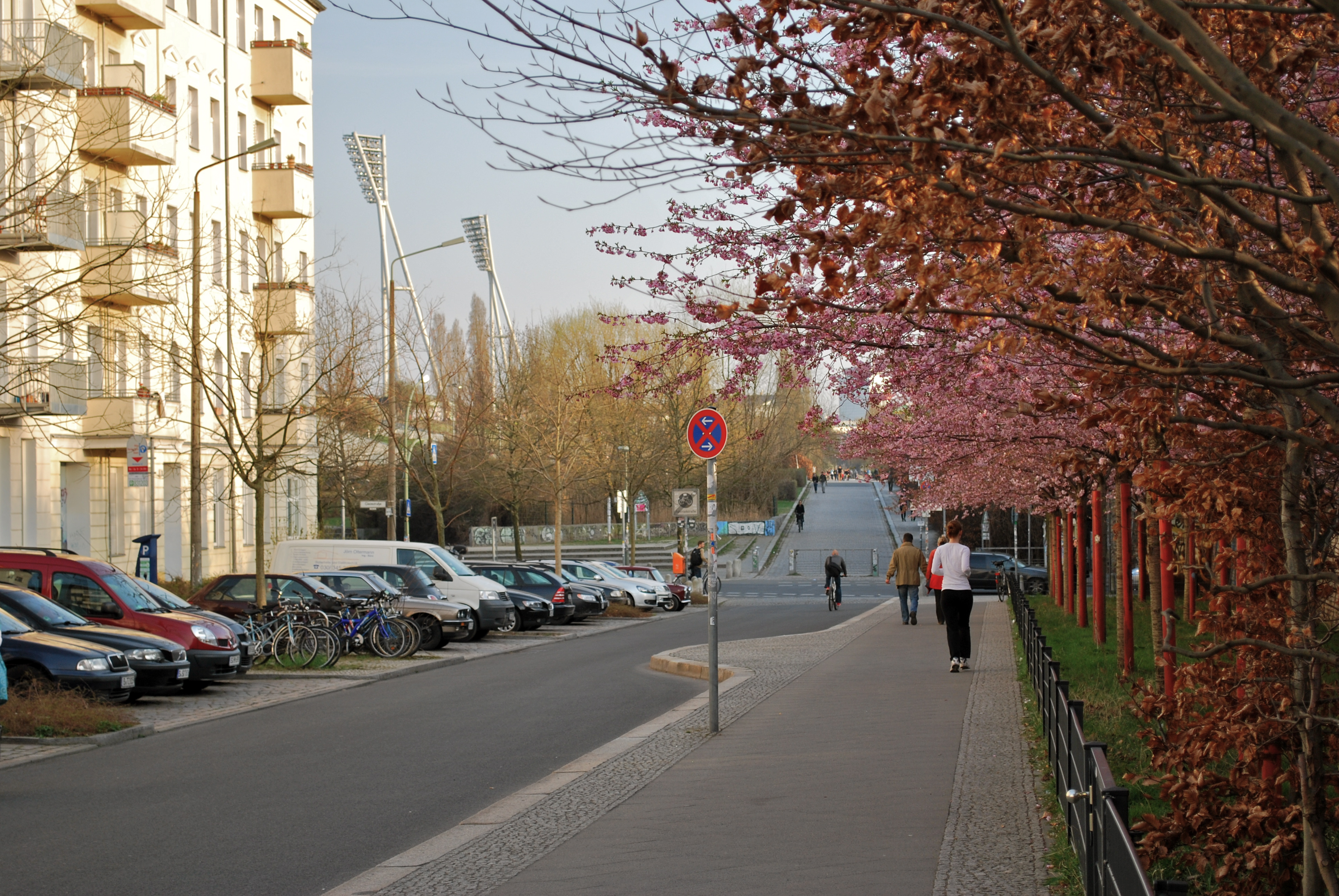
Schwedter Ecke Gleimstraße, 2014

Die Schwedter Straße verläuft durch sehr unterschiedliche Stadtlandschaften. Zwischen Schönhauser Allee und Kastanienallee überwiegt eine Bebauung von Häusern aus der Gründerzeit, die nördlich der Kastanienallee zunehmend mit Neubauten seit der Nachkriegszeit durchsetzt sind. Die Straßenbäume bestehen in diesem Teil fast ausschließlich aus großen Linden.
Nördlich der Bernauer Straße endet die Blockbebauung und die Schwedter Straße durchquert zwischen ehemaligen Gleisanlagen und einer hohen Böschung aus Trümmern aus dem Zweiten Weltkrieg den Mauerpark. 1994 begrünt und mit erhaltener historischer Pflasterung ist die Straße hier für den Kraftverkehr gesperrt. Hohe Pyramidenpappeln, Eschen und Sophoren säumen den Weg, an dessen Rand auch ein großes Amphitheater in die Böschung gebaut ist.
Nördlich des Gleimtunnels beginnt auf der Ostseite wieder eine Bebauung mit Mietshäusern, hier aus dem frühen 20. Jahrhundert. Die Straße ist dort eine Sackgasse sowie Fahrrad- und Anliegerstraße, auf der Westseite steht seit 1992 eine Doppelreihe Kirschbäume, dahinter der nördliche Mauerpark.

## Geschichte

### Straßenverlauf: DerVerlorene Wegvor dem Schönhauser Tor

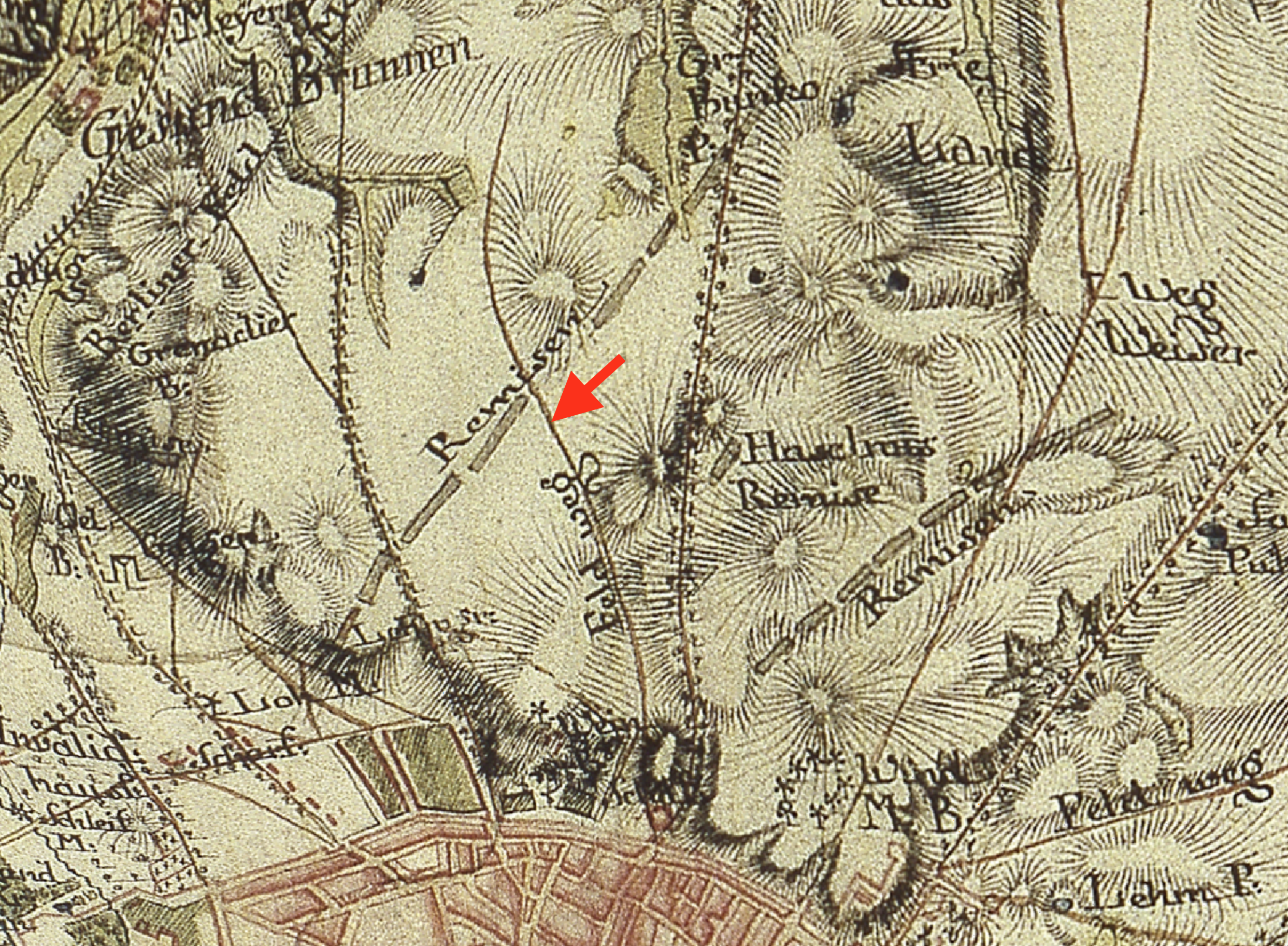
Feld weg, um 1770

Die heutige Schwedter Straße war Teil eines langen Feldweges, der seit der ersten Hälfte des 18. Jahrhunderts bestand. Dieser Weg begann nahe dem Schönhauser Tor am Vorwerk, lief nordwestwärts in einem Bogen (heute: Zehdenicker- und Choriner Straße) entlang des königlichen Weinbergs bis zum heutigen Knick der Schwedter Straße, um dann ihrem heutigen Verlauf nordwärts zu folgen. Im frühen 19. Jahrhundert wurde als südliche Begrenzung des Berliner Hufenlands eine Verbindung vom Knick ostwärts zur Schönhauser Allee angelegt, und die Straße bekam ihre heutige Form. Im Plan der Berliner Hufen von 1822 war sie bezeichnet als Verlohrener Weg, der mit einer Breite von vier Ruthen (gut 15 Meter) den langgezogenen Acker tractus des Vorwerks Niederschönhausern durchquerte und bis zur heutigen Behmstraße reichte.
Die Straße bestand in dieser Form bis zum Mauerbau 1961, als das nördliche Straßenpflaster an der Behmstraße zunächst den Grenzanlagen und später der gesamte Straßendamm dem Ausbau der Gleisanlagen weichen musste. Dort steht heute der Schwedter Steg.
Ab 1861 wurde der Verlorene Weg gepflastert, zunächst zwischen Schönhauser Allee und Kastanienallee. Die Umbenennung in Schwedterstraße erfolgte am 29. Mai 1862, die Schreibweise in einem Wort war bis etwa 1906 üblich. 1864 erhielten die Häuser ihre heutige Nummerierung in Hufeisenform.

### Ab 1823: Wilhelm Griebenow und erste Bebauungen

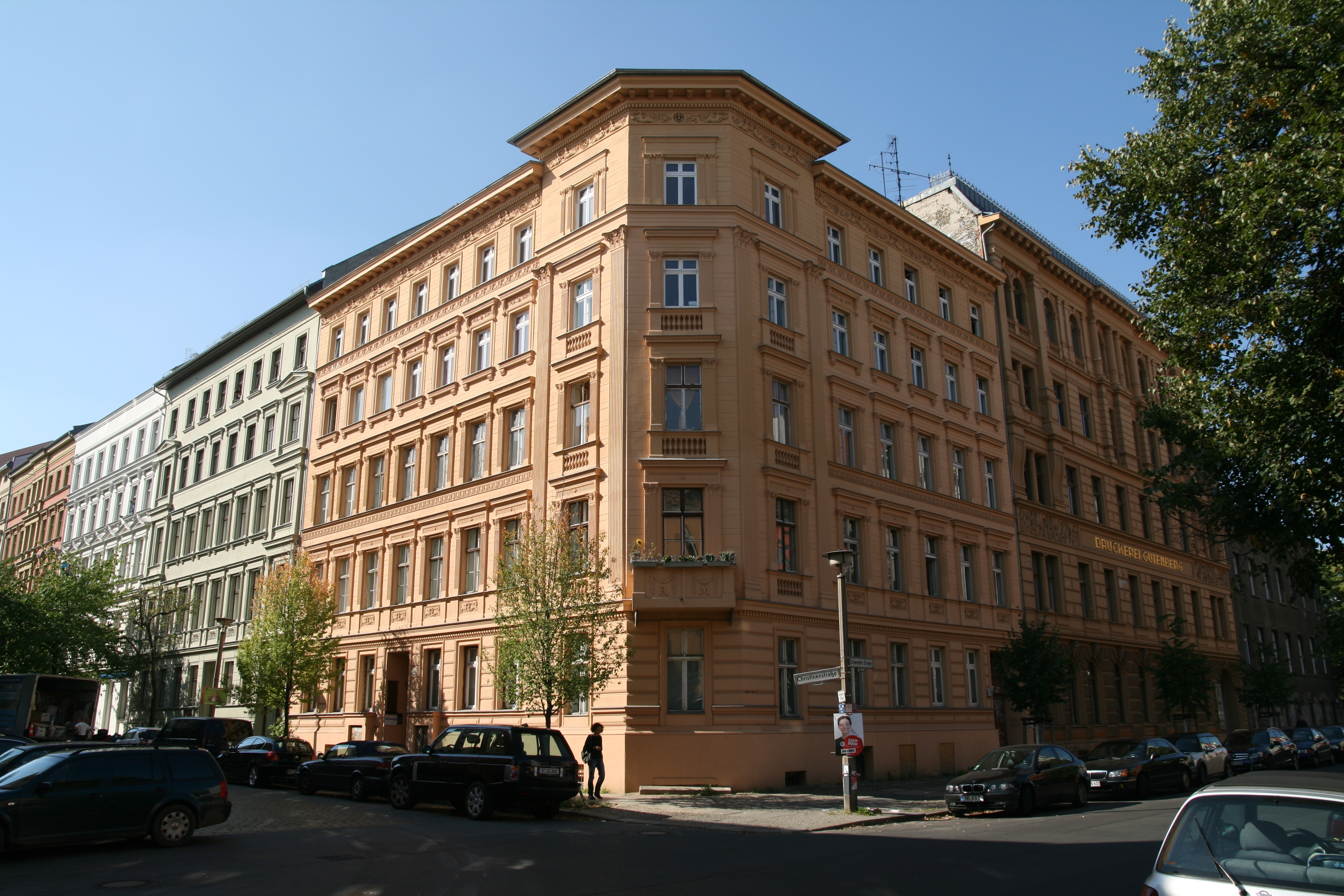
Schwedter Straße 266, 2011

1823 kaufte der Immobilienspekulant und Landwirt Christian Wilhelm Griebenow das Vorwerk Niederschönhausen und der Verlorene Weg zwischen heutiger Choriner und Gaudystraße lag nun in seinem Besitz. Östlich an den Verlorenen Weg angrenzend verkaufte Griebenow 1825 eine große Parzelle an das Preußische Militär, das dort einen Exerzierplatz anlegte, den heutigen Friedrich-Ludwig-Jahn-Sportpark. Als eines der ersten Gebäude in der Straße baute das Vorwerk etwa 1825 eine Ziegelei, sie stand nahe der Ecke zur Kastanienallee, die Griebenow 1826 anpflanzen ließ. In den 1850er Jahren wurden mindestens zehn Gebäude am südlichen Verlorenen Weg errichtet, Mitte der 1860er Jahre bestand an der Ecke zur Schönhauser Allee eine geschlossene Blockrandbebauung. Zu den ältesten erhaltenen Mietshäusern gehört die Hausnummer 266 Ecke Christinenstraße, errichtet 1862.

### 1854–1938: MägdeherbergeMarthashof

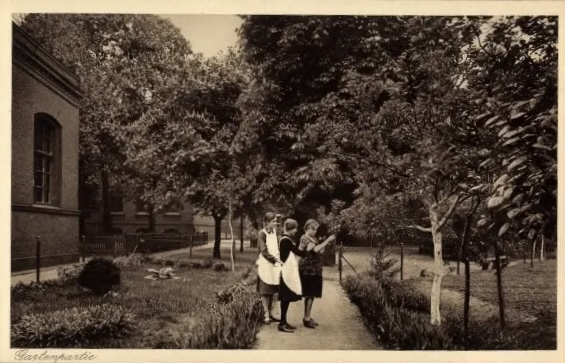
Mägde in Marthashof, ca. 1920

Auf Bestreben von Theodor Fliedner, dem Gründer der Kaiserswerther Diakonie eröffnete Ende Oktober 1854 auf dem Gelände des Nickelshofs am Verlorenen Weg eine Mägdeherberge, ab 1861 bekannt als Marthashof. Im Jahr 1863 hatte die schnell gewachsene Einrichtung 83 Betten und nahm mehr als 500 Mädchen pro Jahr auf, eine angeschlossene Mägdeschule lehrte Hauswirtschaft und Kleinkindbetreuung.
Ende der 1870er Jahre wurde ein vierstöckiger Neubau für eine Schule errichtet, die 1925 als Haushaltungsschule staatlich anerkannt wurde. Unter den Nationalsozialisten wurden die Schule 1938 geschlossen und der Gebäudekomplex bei einem alliierten Bombenangriff 1943 zerstört.
Nach dem Zweiten Weltkrieg von der DDR 1969 enteignet, errichtete der VEB Obst, Gemüse und Speisekartoffeln auf dem Gelände einige Flachbauten für ein Zentrales Warenkontor. 2010 wurde das Gelände mit einer Wohnanlage gehobener Ausstattung bebaut.
Als Nachbarin des Marthashofs im Schulze’schen Haus unterhielt die St. Elisabeth Gemeinde von 1856 bis 1858 ihr erstes, kleines Siechenhaus, Vorläufer des späteren St. Elisabeth-Stifts in der Schönhauser Allee und Eberswalder Straße.

### 1858–2005: Fabrik Czarnikow – Druckerei Gutenberg
1857–1858 verlegte der Fabrikant Moritz Czarnikow seine Kunststein- und Metallgießerei an den Verlorenen Weg, ab 1862 Schwedter Straße 263.
Er ließ dort gut 20 Jahre später 1886 ein großes Wohnhaus mit Gewerbehof errichten, in dem sein Betrieb bis 1897 fortbestand. Ebenfalls in diesem Gebäude befand sich von 1887 bis zum Zweiten Weltkrieg das Postamt Berlin N37 mit Anschluss an das Berliner Rohrpostnetz.
1907 zog der Drucker Wilhelm Möller mit seiner Kunst- und Buchdruckerei Gutenberg in die Schwedter Straße 263 und erwarb das Gebäude 1930. Zwei Jahre darauf übernahm Möller den Pharus Verlag, und wurde zum Herausgeber der Pharus Stadtpläne. Bis in die 1950er Jahre sowie erneut von 1991 bis 2005 wurden Pharus-Pläne in der Schwedter Straße verlegt und gedruckt. Der unter Denkmalschutz stehende Komplex wurde 2022 saniert, der Gewerbehof zu Büroflächen ausgebaut.

### 1877: Gemeinde-Doppelschule

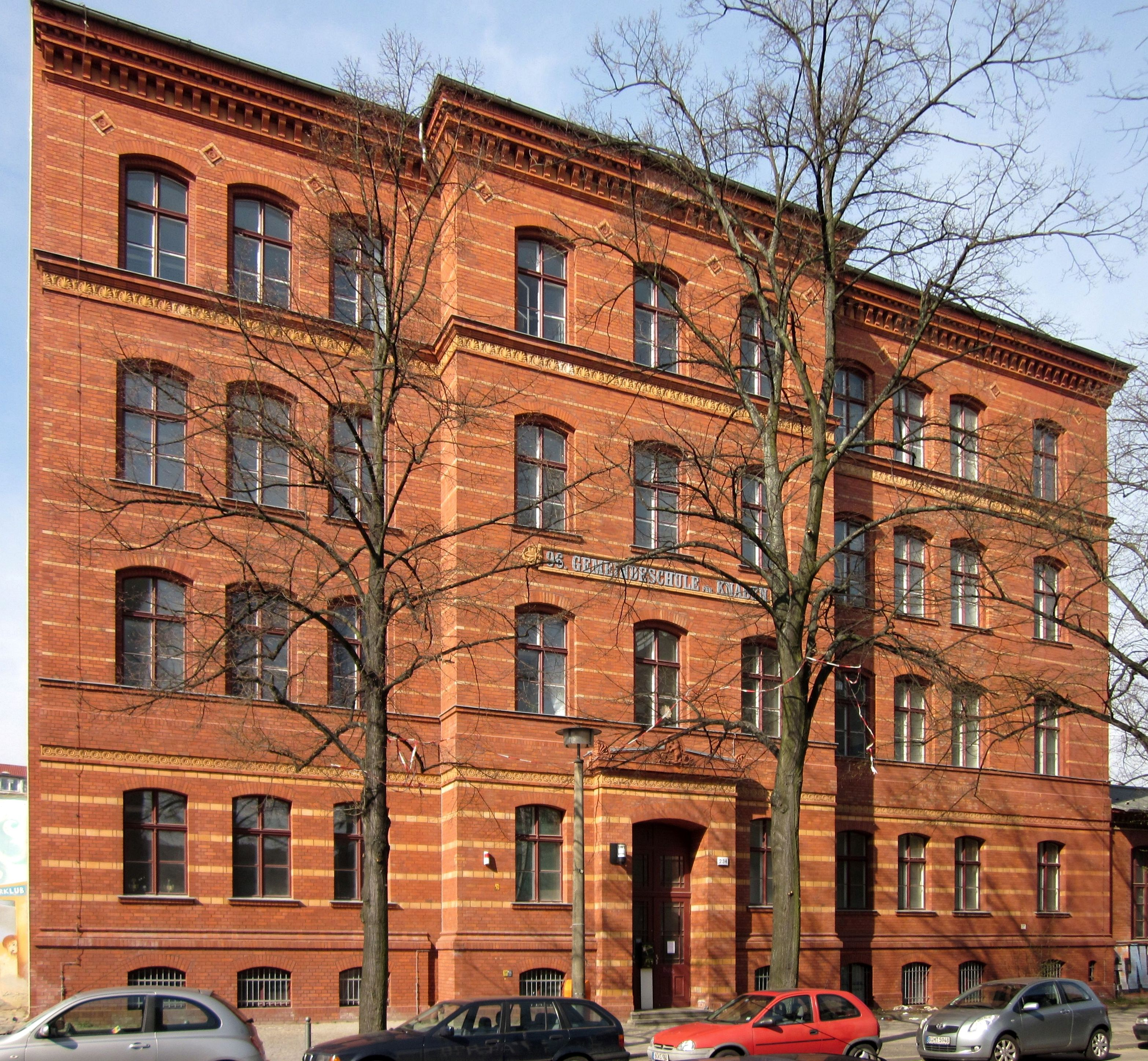
Gemeinde-Doppelschule, 1877

1876–1877 wurde gegenüber von Marthashof die 89. und 96. Gemeinde-Doppelschule nach Plänen des Berliner Stadtbaurats Hermann Blankenstein errichtet. Das Ensemble besteht aus zwei viergeschossigen Knaben-Schulhäusern, einer Turnhalle und einem hofseitigen Winkelbau als gesonderte Mädchen-Schule mit Aula. In dem gut erhaltenen Klinkerbau war in der DDR die Pädagogische Schule für Kindergärtnerinnen „Friedrich Fröbel“ untergebracht. Seit 2004 sind auf dem Komplex Kunstateliers und Jugendeinrichtungen ansässig unter dem Namen Freizeithaus am Mauerpark.
Direkt nördlich an den Schulbau anschließend steht das Predigerhaus der Zionskirche. Es wurde 1888 als zweites Predigerhaus der Gemeinde nach dem Predigerhaus in der Griebenowstraße errichtet.
Neben dem Predigerhaus steht mit der Hausnummer 230 ein Wohngebäude von 1890, das im Jahr 1975 wiederhergestellt wurde und in der DDR als Baudenkmal gelistet war.

### 1870er–1890er Jahre: Bau der Bahnanlagen

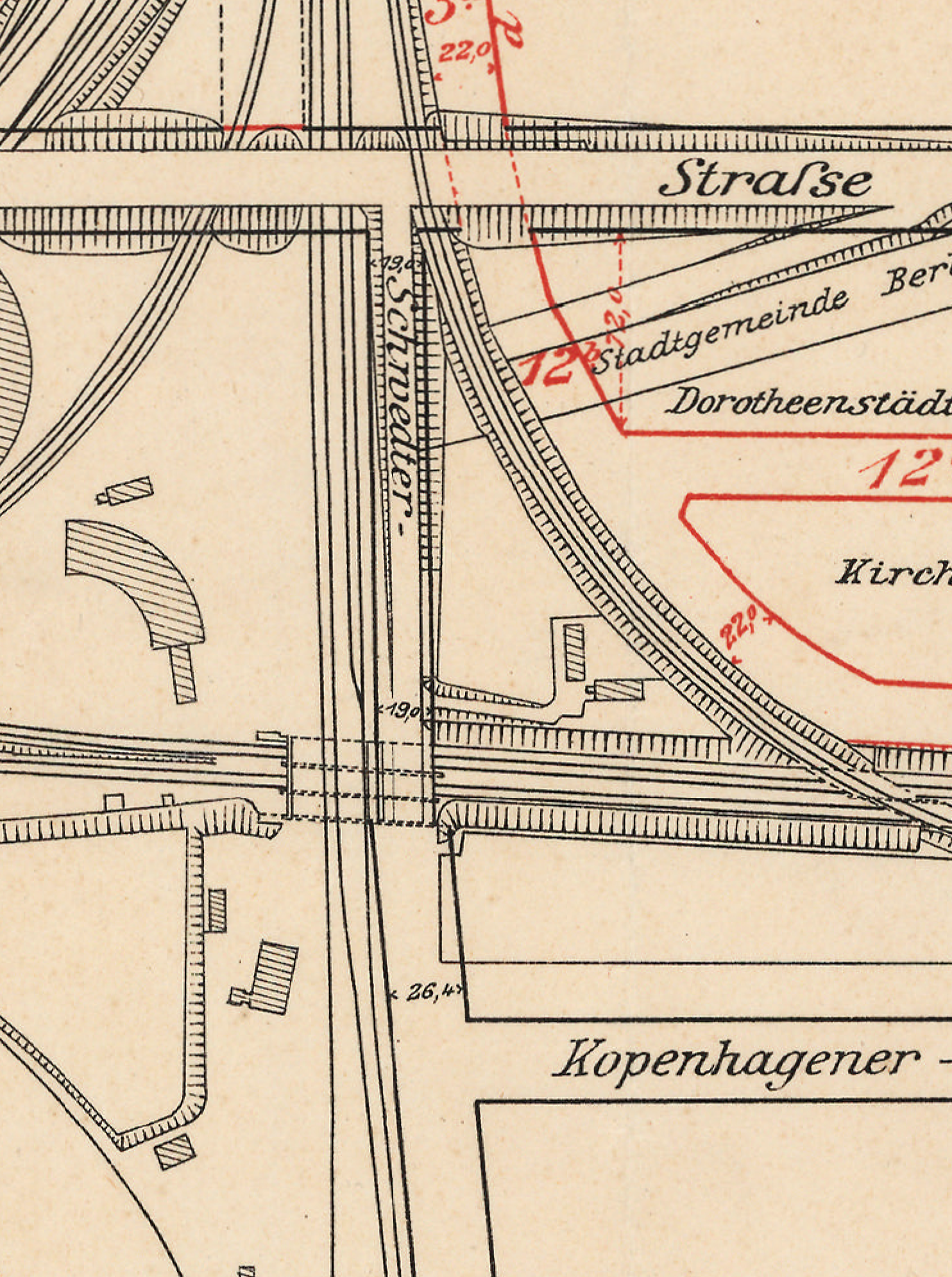
Nördlicher Straßendamm, 1904

1872 eröffnete die Berliner Ringbahn und ihre Schienen querten die Schwedter Straße nördlich der heutigen Kopenhagener Straße. Westlich davon, die Ringbahn kreuzend, wurden 1877 die Gleise der Berliner Nordbahn verlegt, sie verliefen mehr als einen Kilometer parallel zur Straße und reichten bis zum Kopfbahnhof an der Bernauer Straße. An der Ringbahn östlich der Schwedter Straße lag damals die Baumschule Lorberg, durch deren Plantagen der Berliner Verleger Emil Dominik auf einer Ringbahnfahrt 1883 fuhr:

„Rechter und linker Hand begrüßen und auf der ganzen Strecke [von der Schönhauser Allee] freundliche Obstbaumanlagen, wir überschreiten beim Weiterfahren die „Schwedter Straße“, damit zugleich den Bahnkörper der „Nordbahn“ und langen am Bahnhofe „Gesundbrunnen“ an.“

Nach dem Ausbau der Ringbahn 1891 bekam die Schwedter Straße eine Stahlträgerbrücke über den Bahngraben und 1894 wurde das nördliche Ende der Straße mit einem erhöhten Straßendamm an die neugebaute Behmstraßenbrücke angeschlossen. Als 1896 östlich der Schwedter Straße eine Verbindung von Ring- und Nordbahn angelegt wurde, war das nördliche Ende der Straße vollständig von Gleisen umgeben.
In den 1890er Jahren gab es auf dem Bahnhof der Nordbahn an der Schwedter /Ecke Bernauer Straße ein Empfangsgebäude für den Vorstadt-Personenverkehr sowie an der Schwedter Ecke Behmstraße einen Bahnsteig namens Haltepunkt Gesundbrunnen. Der Bahnhof der Nordbahn war als Güterbahnhof mehr als 100 Jahre in Betrieb und wurde 1985 stillgelegt.

### 1899–1948: Schokoladenfabrik G. Cyliax
1899 verlegte Gustav Cyliax seine Electrische Chocoladen-, Honigkuchen- und Marzipanfabrik aus Berlin-Kreuzberg in die Schwedter Straße 35a und baute den Betrieb weiter aus, sodass dieser 1904 über die Hinterhöfe bis an die Kastanienallee 31 reichte. Cyliax hatte 1902 bereits rund einhundert Angestellte, und er eröffnete zahlreiche Verkaufsläden, Anfang des 20. Jahrhunderts gab es in Berlin 87 Cyliax-Filialen. Nach seinem Tod 1939 produzierte der Betrieb während des Zweiten Weltkriegs für die Wehrmacht und wurde 1948 in der DDR verstaatlicht. Cyliax’ Nachfolger zogen nach Berlin-Tiergarten, ihr Schokoladengeschäft ging 1973 in die Firma Etzler über. In den alten Räumen in der Schwedter Straße betrieb der VEB Kombinat Robotron ein Computer Service-Center, 2009 wurde ein Gebäudeteil zu Wohn-Lofts umgebaut.

### 1904: Absenkung der Straße für den Gleimtunnel

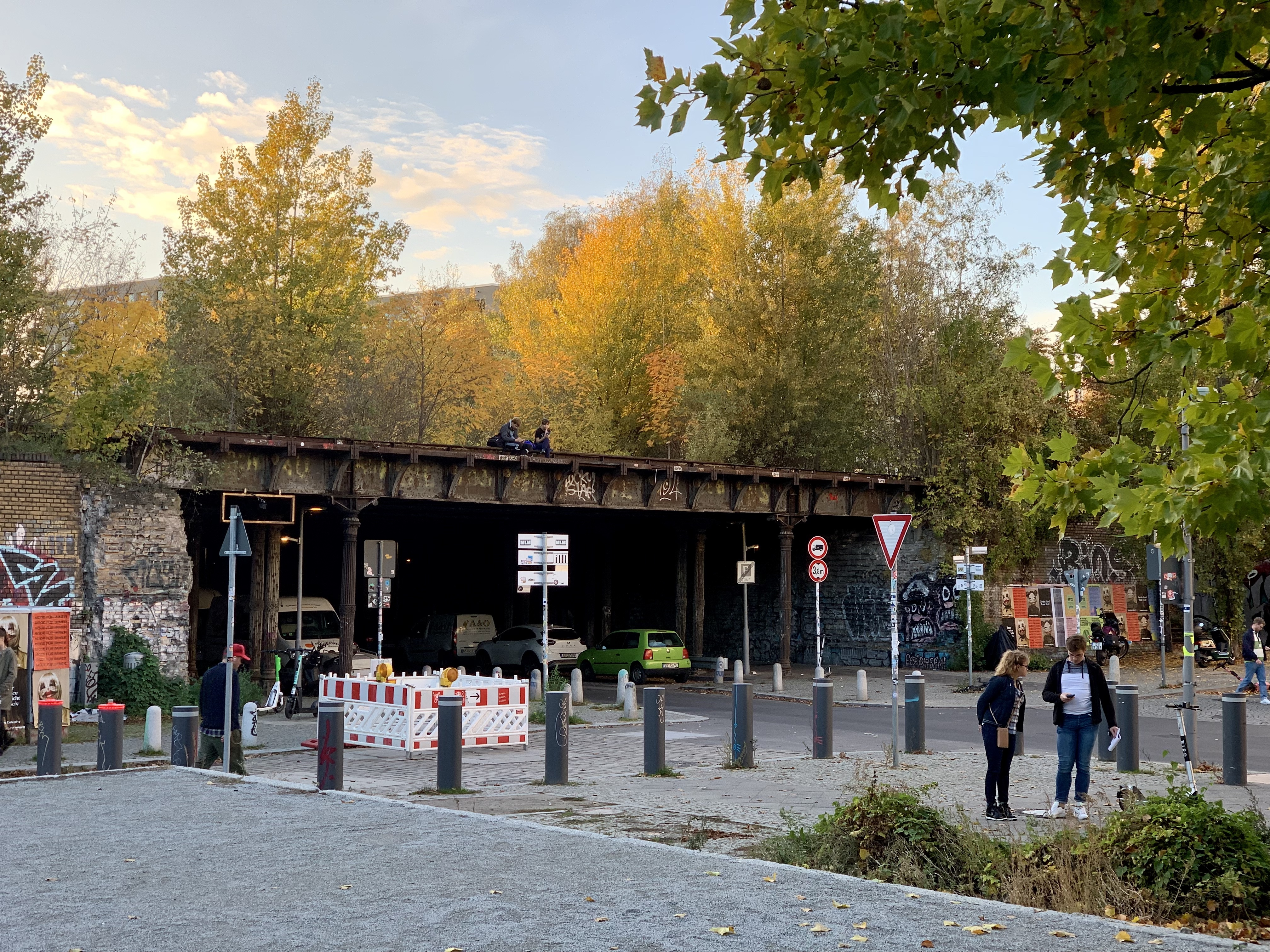
Abgesenkte Schwedter Straße am Gleimtunnel, 2022

Unter den Gleisen des Güterbahnhofs ließ die Königliche Eisenbahndirektion Berlin 1904 für die Querung der Gleimstraße ein Tunnel graben. Dafür musste das Niveau der Zufahrtsstraßen deutlich abgesenkt werden. Nach Abschluss der umfangreichen Erdarbeiten lag die Schwedter Straße zwischen Gaudy- und Kopenhagener Straße um bis zu 4,2 Meter tiefer. Am späteren Falkplatz entstanden dabei hohe Böschungen und an der Westseite der Schwedter Straße vor den Gleisanlagen eine hohe Stützmauer, die bis heute erhalten ist.

### 1920–1945: DieKolonie an der Schwedter Straße
Nach dem verlorenen Ersten Weltkrieg kamen zahlreiche deutsche Flüchtlinge nach Berlin. Um die große Wohnungsnot zu lindern, baute der Wohnungsverband für Groß-Berlin 1919–1920 eine Holzhaussiedlung an der Schwedter- Ecke Gaudystraße. Auf dem Gelände des alten Exerzierplatzes entstanden 38 Häuser für 76 Familien, jede Wohnung bekam einen 500 Quadratmeter großen Garten. Die Holzhaussiedlung – bekannt als Kolonie an der Schwedter Straße – brannte im Zweiten Weltkrieg fast vollständig ab. Auf dem Gelände befindet sich heute die Max-Schmeling-Halle.
Mit der Gründung von Groß-Berlin 1920 verlief entlang der Schwedter Straße die Grenze der neugeschaffenen Bezirke Berlin-Mitte, Prenzlauer Tor und Wedding.

### TheaterkunstKostümwerkstätten
Von 1914 bis 1950 hatte die Theaterkunst GmbH ihren Sitz in der Schwedter Straße 9 in einem Fabrikgebäude auf dem Hinterhof. In den dortigen Kostümateliers arbeiteten zwischen 240 und 360 Menschen, die zahlreiche große Filmproduktionen ausstatteten, darunter die heutigen Klassiker Ben Hur (1925) und Der blaue Engel (1929). Auf insgesamt 4500 Quadratmetern Fläche befanden sich unter anderem eine Schneiderei, eine Schwertfegerei und eine Kettenpanzer-Fabrikation.
Geschäftsführer Hermann Joseph Kaufmann wurde 1936 von den Nationalsozialisten vertrieben und die Theaterkunst gleichgeschaltet. Am 22. und 23. November 1943 zerstörte ein Bombenangriff der Royal Air Force das Gebäude und ein Fundus von 25.000 Kostümen ging verloren, der Schaden betrug 5,5 Millionen Reichsmark (kaufkraftbereinigt in heutiger Währung: rund 26,1 Millionen Euro). Die Theaterkunst zog nach Berlin-Wilmersdorf und war 2024 das größte Kostümhaus Deutschlands.

### 1928: Tankstelle
Gegenüber von Theaterkunst und schrägstehend an der Ecke zur Templiner Straße eröffnete 1928 eine Tankstelle auf einem alten Holz- und Kohleplatz. Von den 1930er bis in die 1950er Jahre betrieben von Max Goltz war die kleine Station bis 1986 in Funktion. Seit 2003 befindet sich dort eine Kunstgalerie. Das Grundstück südlich der Tankstelle wurde nie mit einem Mietshaus bebaut, dort ist – außergewöhnlich für Prenzlauer Berg – ein kleiner Pferdestall von 1864 erhalten. Beide Gebäude, Tankstelle und Stall, standen 2024 unter Denkmalschutz.

### 1940er–1970er Jahre: Kriegsschäden und Wiederaufbau
Im Zweiten Weltkrieg gab es entlang der Schwedter Straße große Schäden, vor allem zwischen Kastanienallee und Rheinsberger Straße. Ein Häuserblock zwischen Griebenow- und Fürstenberger Straße wurde komplett zerstört.
Bei einem der größten Luftangriffe der Royal Air Force auf Berlin am 23./24. und 27. November 1943 verursachten Sprengbomben und „grosse Massen von Brandbomben“ zahlreiche Flächenbrände, darunter auch an der Schwedter Straße. Zerstört wurden dabei das Verwaltungsgebäude des Bahnhofs, das von den Siemens-Schuckertwerken genutzte Gelände des ehemaligen Marthashof sowie benachbarte Gebäude der Fabrik Cyliax. Die Eisenbahnbrücke an der Schwedter Straße wurde am 8. Mai 1944 getroffen, das Haus Schwedter Straße 6 wurde am 23. März 1945 von einer Sprengbombe zerstört.
Mehrere Millionen Kubikmeter Kriegstrümmer wurden auf dem ehemaligen Exerzierplatz an der Schwedter Straße abgeladen und 1951 auf dem Trümmerberg ein Sportpark errichtet. Die elf Meter hohe westliche Böschung des Großen Stadions im Friedrich-Ludwig-Jahn-Sportpark grenzt heute im Mauerpark an die Schwedter Straße. Beim Wiederaufbau wurde 1956 der Verlauf der Griebenowstraße geändert, sie mündet seitdem rechtwinklig in die Schwedter Straße ein. An ihrer Einmündung zwischen Kastanienallee und Fürstenberger Straße ließ der damalige Stadtbezirk Prenzlauer Berg mehrere Wohnneubauten errichten. Dagegen blieben zwei größere Grundstücke Ecke Choriner Straße und Ecke Schönhauser Allee bis in die 1990er Jahre unbebaut.
In den 1970er Jahren wurden mehrere DDR-Typenbauten in der Schwedter Straße errichtet: ab 1973 an der Ecke zur Templiner Straße die 3. Polytechnische Oberschule (Typ: Berlin SK mit Kleiner Turnhalle SK 72-Berlin, heute Grundschule am Teutoburger Platz), und 1974–1976 eine Kaufhalle Typ ESK 700/850 an der Ecke zur Fürstenberger Straße (2020 abgerissen).

### 1961–1989: An der Berliner Mauer
Während der deutschen Teilung verlief der nördliche Teil der Schwedter Straße entlang der Berliner Mauer. Zwischen Bernauer Straße und der Behmstraßenbrücke im Norden stand die Grenzmauer direkt an der Westseite der Straße, das Gelände des dahinter liegenden Bahnhofs lag nun in West-Berlin. An der Ecke Oderberger Straße querte die sogenannte Hinterlandmauer die Schwedter Straße und machte sie zur Sackgasse. Nach dem Mauerbau war die nördliche Schwedter Straße auf DDR-Stadtplänen nicht mehr verzeichnet.
Für den Ausbau des Grenzstreifens ließ die DDR die Hausnummern 222 und 223 /Ecke Bernauer Straße abreißen, das Straßenpflaster an der Böschung am Friedrich-Ludwig-Jahn-Sportpark zuschütten, den Gleimtunnel versperren und die Schwedter Straßenbrücke über der Ringbahn abtragen. Zwischen Gleimstraße und Ringbahn wurde Mitte der 1960er Jahre das Pflaster entfernt und zeitweilig ein metertiefer Graben angelegt. Nördlich der Ringbahn war das Geländeniveau noch nicht abgesenkt, die Grenzmauer reichte bis an die Behmstraßenbrücke. 1969 wurde in diesem Bereich der 21-jährige Klaus-Jürgen Kluge bei einem Fluchtversuch von einem DDR-Grenzsoldaten auf der Schwedter Straße erschossen.
Im Juli 1988 wurde als Teil eines Gebietsaustauschs zwischen dem Senat von Berlin (West) und der Regierung der DDR die Grenze auf gut einem Kilometer Länge um 50 Meter von der Schwedter Straße Richtung Westen verschoben. Die DDR errichtete eine zweite Mauer vom Typ Grenzmauer 75 auf dem Gelände des alten Bahnhofs, die alte Mauer direkt an der Schwedter Straße blieb bis zum Mauerfall am 9. November stehen.
In der Nachwendezeit galt die Schwedter Straße als „unattraktive, eng bewohnte Berliner Straße“:

„Vom U-Bahnhof Senefelderplatz geht, grau und reizlos, die Schwedter Straße ab. Ihre laute Lebhaftigkeit hat nichts mit bunter Geschäftigkeit gemein. Sie rührt aus ihrem undankbaren Los, für den rollenden Durchgangsverkehr herhalten zu müssen.“

### 1990er Jahre: Mauerpark und Schwedter Steg
Auf dem Gelände des Mauerstreifens pflanzten Bürger bereits 1990 zahlreiche Bäume an. Mit dem Abriss der Grenzanlagen wurde das historische Pflaster der Schwedter Straße wieder freigelegt und in den 1994 eröffneten Mauerpark integriert. Im Straßenpflaster wurden auf der Westseite zahlreiche Fundamente einer alten Grenzsicherungsanlage markiert. Nach den Plänen des Architekten Gustav Lange entstand direkt an der Straße ein großes Amphitheater, seit 2009 bekannt für seine sommerlichen Karaoke-Veranstaltungen.
Mit dem Wiederaufbau und der Erweiterung der Berliner Ringbahn wurde 1993–1994 der nördliche Straßendamm zur Behmstraßenbrücke abgetragen und 1999 durch die Rad- und Fußgängerbrücke Schwedter Steg ersetzt. Südlich daran anschließend wurde 2005 der Abschnitt bis zum Gleimtunnel saniert, mitfinanziert von der Betreiberin eines Supermarkts am Schwedter Steg. Die Straße wurde als verkehrsberuhigte Fahrradstraße neu angelegt, die Gehwege verbreitert und mit den vorhandenen historischen Steinen gepflastert. Seit 2004 betreibt der AlpinClub Berlin an der Nordspitze der Straße eine 15 m hohe Kletterwand, die sogenannte „Schwedter Nordwand“.
Zehn Meter tief unter der Schwedter Straße bauten die Berliner Wasserbetriebe 2018–2020 einen Stauraumkanal zwischen Bernauer- und Gleimstraße. Das im Rohrvortrieb errichtete Bauwerk ist gut 650 Meter lang, hat einen Durchmesser von knapp vier Metern und fasst rund 7.600 Kubikmeter Abwasser. Der Stauraumkanal verhindert bei starkem Regen ein Überlaufen der Kanalisation in die Berliner Gewässer.

## Persönlichkeiten
- Ferdinand Schmidt (1816–1890), Schriftsteller und Pädagoge, wohnte in der Schwedter Straße 9[64]
- Max Skladanowsky (1863–1939), Filmpionier, lebte um 1900 in der Schwedter Straße 35a[65]
- Fritz Seidel (1884–1942), Berliner Stadtverordneter der KPD, wohnte in der Schwedter Straße 250
- Helmut Masche (1894–1944), Kommunist und Widerstandskämpfer, wohnte in der Schwedter Straße 5
- Bruno Balz (1902–1988), Textdichter, geboren in der Schwedter Straße 21
- Gudrun Ritter (* 1936), Schauspielerin, lebte in den 1970er Jahren in der Schwedter Straße[66]
- Christoph Schlingensief (1960–2010), Regisseur und Aktionskünstler, lebte in der Schwedter Straße.[67]